# 上良康
上 良康（かみ よしやす、1914年?月?日 - 2011年4月17日）は、日本の牧師。

## 略歴
鹿児島教会牧師館で生まれる。1941年、日本神学校を卒業。信濃町教会副牧師を経て、1946年に杉並区和田本町で開拓伝道を開始する。以降、1998年まで十貫坂教会牧師を務める。
1947年、協力伝道会設立に尽力。以降、東京伝道局、東部連合長老会、改革長老教会協議会の設立に尽力する。
1998年、十貫坂教会を辞任。2011年、97歳で死去。

## 著書
- 『キリストの体なる教会：教会、及び教会生活』、教会青年シリーズ、日本基督教団出版部、1953年
- 『愛によって働く信仰：神の愛と教会とキリスト者』、教会青年シリーズ８、日本基督教団出版部、1955年
- 『宗教法人日本基督教団十貫坂基督教会開拓二十年史』、十貫坂基督教会長老会、1966年
- 『神の子イエス・キリストの福音』、十貫坂基督教会、1971年
- 『教会合同の視点から見た日本キリスト教会史』、日本基督教団改革長老教会協議会、1988年
- 『あぁ自由だ 大正・昭和・平成を生きた牧師の妻功子』、1998年

## 共著
- 『プロテスタント百年史研究』、上良康、加藤邦雄、日本基督教団宣教研究所、1961年
- 『信仰告白を規範とする教会形成』、永井修、加藤常昭、出村彰、竹森満佐一、上良康、日本基督教団改革長老教会協議会準備委員会、1988年